# دليل على الحياة
دليل على الحياة "Proof of Life" هو فيلم دراما وإثارة وحركة أمريكي أصدر في سنة 2000. الفيلم من إخراج وإنتاج تايلور هاكفورد وبطولة راسل كرو، ميغ رايان، ديفيد مورس، باميلا ريد.
عنوان الفيلم هو إشارة إلى العبارة شائعة الاستخدام تقدم دليلاً على أن ضحية الاختطاف لازالت على قيد الحياة. كتب سيناريو الفيلم، توني غيلروي، الذي كان أيضًا منتجًا تنفيذيًا مشاركًا، وهو مستوحى من مقالة وليام بروشناو في مجلة فانيتي فير «مغامرات في تجارة الفدية»، وكتاب «المسيرة الطويلة للحرية» لـ«توماس هارغروف»  التي يروي فيها هارغروف كيف تم التفاوض على إطلاق سراحه من قبل «توماس كلايتون»، الذي أصبح مؤسس شركة استشاراية للمختطفين مقابل فدية.
خلال إنتاج الفيلم كان الممثلان راسل كرو وميغ رايان على علاقة رومنسية، كانت متزوجة من دينيس كويد، ثم تطلقا عام 2001.

## قصة الفيلم
تنتقل أليس بومان ميغ رايان إلى أحد بلدان أمريكا الجنوبية لأن زوجها المهندس بيتر بومان ديفيد موريس، قد تم استأجاره لبناء سد لشركة نفط. وفي أحد الأيام، وبينما هو عالق في زحمة السير في المدينة، نصب له كمين واختطفه متمردون ويقودوه إلى الأدغال معتقدين أنه يعمل في شركة النفط.
تيري ثورن راسل كرو وهو عضو سابق في قوى الجو البريطانية الخاصة، يصل إلى البلد قادما من عملية ناجحة لإنقاذ رهائن في الشيشان.
وكخبير في حالات الاختطاف والفدية عين من قبل شركته (لوثان ريسك) لضمان عودة بيتر آمنا.
للأسف يعلم تيري أن شركة النفط التي يعمل لديها بيتر على وشك الإفلاس وليس لديها بالتالي تأمين يغطي حالات الاختطاف، لذلك لا يمكنهم تحمل نفقات تيري، وعلى الرغم من توسلات أليس للبقاء والمساعدة، لكن تيري يغادر البلاد.
يتم تعيين مفاوض فاسد لمساعدة أليس، والذي ينصحها على الفور بأن تدفع مبلغ الفدية وقدره 50,000 $ لإظهار حسن النية للمختطفين. لكن العملية تتوقف على يد تيري الذي استيقظ ضميره وعاد للمساعدة.
على مدار الأشهر القليلة القادمة، يستخدم تيري جهاز لاسلكي مع وسيط لدى المختطفين، ويتناقشان حول شروط إطلاق سراح بيتر، بما في ذلك فدية تستطيع أليس دفعها. يحدث خلالها انجذاب بين أليس وتيري. يتفاوضون في النهاية على مبلغ 650,000$ .
بيتر الذي أصبح سجينا في معسكر جيش المتمردين في الأدغال يصادق رهينة ثانية يدعى كيسلر (مبشر وعضو سابق في الفيلق الأجنبي الفرنسي) وقد عاش في المعسكر في الأدغال مدة 19 شهرا. يقوم الاثنان بالتخطيط للهرب. ولكن خلال عملية الهرب، يكشف أمرهم ويسقط كيسلر في النهر بعد إصابته بطلقة في كتفه، أما تيري فيقع في الفخ ويعاد أسره مرة ثانية. يعثر على كيسلر وينقل إلى المستشفى.
يرفض الوسيط لدى المختطفين أن يرد على اتصالات عدة مرات، ولحسن الحظ تتعرف إحدى خادمات أليس على صوت الوسيط عبر اللاسلكي وتخبرهم أنه موظف حكومي.
يذهب تيري إلى احتفال ويواجه الوسيط الذي يخبره بأن بيتر بخير ولكن بسبب حرب المتمردين مع الحكومة ومعرفة بيتر لتفاصيل المعسكر المحتجز فيه، لن يتم التفاوض مرة أخرى.
بناء على تعليمات تيري، تقوم أليس وكيسلر بإقناع الجيش الحكومي بأن المتمردين سيهاجموا خطا لنقل النفط يمر من أضيهم. فيقوم الجيش بالتدخل وتحرير بيتر والعديد من الرهائن. يعود الزوج إلى زوجته السعيدة. وفي النهاية تتشارك أليش آخر لحظة حميمة مع تيري قبل أن تطير هي وبيتر عائدان إلى أمريكا.

## وصلات خارجية
- دليل على الحياة على موقع IMDb (الإنجليزية)
- دليل على الحياة على موقع ميتاكريتيك (الإنجليزية)
- دليل على الحياة على موقع روتن توميتوز (الإنجليزية)
- دليل على الحياة على موقع نتفليكس (الإنجليزية)
- دليل على الحياة على موقع قاعدة بيانات الأفلام العربية
- دليل على الحياة على موقع ألو سيني (الفرنسية)
- دليل على الحياة على موقع Turner Classic Movies (الإنجليزية)
- دليل على الحياة على موقع أول موفي (الإنجليزية)
- دليل على الحياة على موقع بوكس أوفيس موجو (الإنجليزية)
- دليل على الحياة على موقع فيلمافينيتي (الإسبانية)

- موقع الفيلم على IMDb